# Энгельсон, Владимир Аристович
Влади́мир Аристович Энгельсо́н — российский революционный деятель. 
Родился 19 (31) мая 1821 года в дворянской семье, его отец, Арист Павлович Энгельсон, был директором Санкт-Петербургской экспедиции ссудной казны и состоял в лютеранском вероисповедании; мать — Алевтина Евграфовна Харламова, дочь поручика. Учился в Александровском лицее, но покинул его, не закончив обучения, в 1839 году. Дружил с Н. А. Спешневым. В 1845—1848 гг служил в Министерстве иностранных дел. 
Участвовал в деятельности кружка петрашевцев, в связи с чем был арестован 4 августа 1849 года и заключён в Петропавловскую крепость, но вскоре освобождён. 
В 1850 году он уехал из России и больше не возвращался. В эмиграции он познакомился с А. И. Герценом и принимал участие в деятельности Вольной русской типографии. Написал ряд агитационных брошюр и прокламаций, в том числе памфлеты «Письмо Емельяна Пугачёва» и «Послание старца Кондратия» (1854). 
Умер на острове Джерси от туберкулёза 17 (29) декабря 1857 года.

## Публикации
- Статьи, прокламации, письма. — М., 1934.